# Кај (Јапан)
Кај (јап. 甲斐市) град је у Јапану у префектури Јаманаши. Према попису становништва из 2012. у граду је живело 73.641 становника.

## Становништво
Према подацима са пописа, у граду је 2012. године живело 73.641 становника.
| 1995.  | 2000.  | 2005.  |
| ------ | ------ | ------ |
| 66.628 | 71.706 | 74.062 |